# 胡瓊香
胡瓊香（1980年10月16日—），越南流行音樂女性歌手，於2002年在軍隊藝術高等院校畢業。她所涉足的音樂流派眾多，被譽為越南傑出的女高音。她參加過與星共舞（第一季）、越南偶像（第三季）、越南好聲音（第一季）等電視節目。胡瓊香於2013年被善待動物組織評選為亞洲最性感素食女藝人。

## 代表作品
- 優酷網上的「慌忙」（與Davichi合作，喃字版）
- YouTube上的你
- YouTube上的自願

## 個人網站
- 胡瓊香的Facebook專頁